# ميخائيل توماس (لغوي)
ميخائيل توماس (بالإنجليزية: Michael Thomas)‏ هو لغوي بريطاني، ولد في 1969.